# Aeródromo de Ampuriabrava
El Aeródromo de Ampuriabrava está situado en la comarca del Alto Ampurdán, provincia de Gerona, a 2 km al este de Castellón de Ampurias, en la marina residencial de Ampuriabrava. Su código y clasificación OACI son LEAP y 1C respectivamente.
Anteriormente era propiedad de la empresa Fórmula y Propiedades SL y de JIP Aviació, S.L., gestionada por el Centro de Paracaidismo Costa Brava y explotado comercialmente con el nombre de Skydive Empuriabrava desde el año 1985. En el 2012 el conjunto fue comprado por un fondo soberano de Dubái a través de la compañía Skydive Dutch BV.
Su actividad principal es la práctica del paracaidismo, aunque también se llevan a cabo vuelos de fotografía, publicidad aérea y turíscos. Además, cumple funciones de escuela de pilotos privados de avión. Registra unos 6000 despegues anuales y alrededor de 125.000 saltos.
La superficie de sistema aeroportuario es de 36,58 ha. Dispone de una pista de vuelo de 800 x 20 m que se denomina 17 – 35, asfaltada y con señalización. Dispone de carriles de rodada y una plataforma de estacionamiento de aeronaves de 7.500 m².